# Pseudospongosorites
Pseudospongosorites is een geslacht van sponsdieren uit de klasse van de Demospongiae (gewone sponzen).

## Soort
- Pseudospongosorites suberitoides (Diaz, van Soest & Pomponi, 1993)